# Hans Henrik Lieven de Jongere

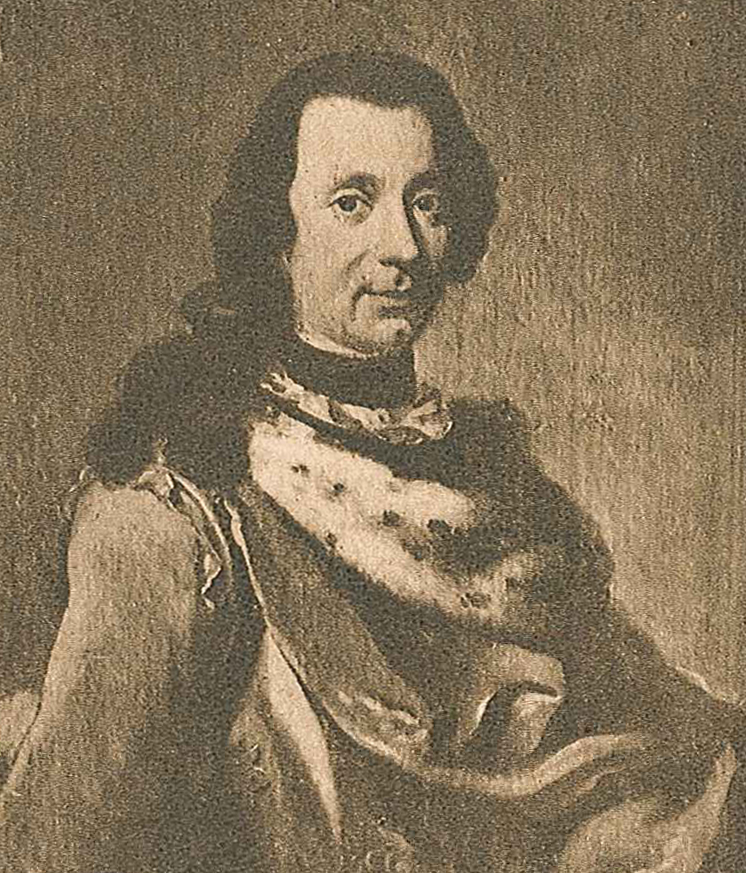
Hans Henrik Lieven de Jongere

Hans Henrik (von) Liewen (Lieven) de Jongere (1704 - Stockholm, 25 november 1781) was een Zweedse graaf, koninklijk raadslid, politicus en koninklijk rijksmaarschalk van Zweden.

## Oorsprong
Hij was lid van de adellijke familie Lieven.  Zijn ouders waren Hans Henrik von Liewen (1664–1733), geboren in Zweeds-Estland, en Magdalena Juliana barones von Tiesenhausen.

## Biografie

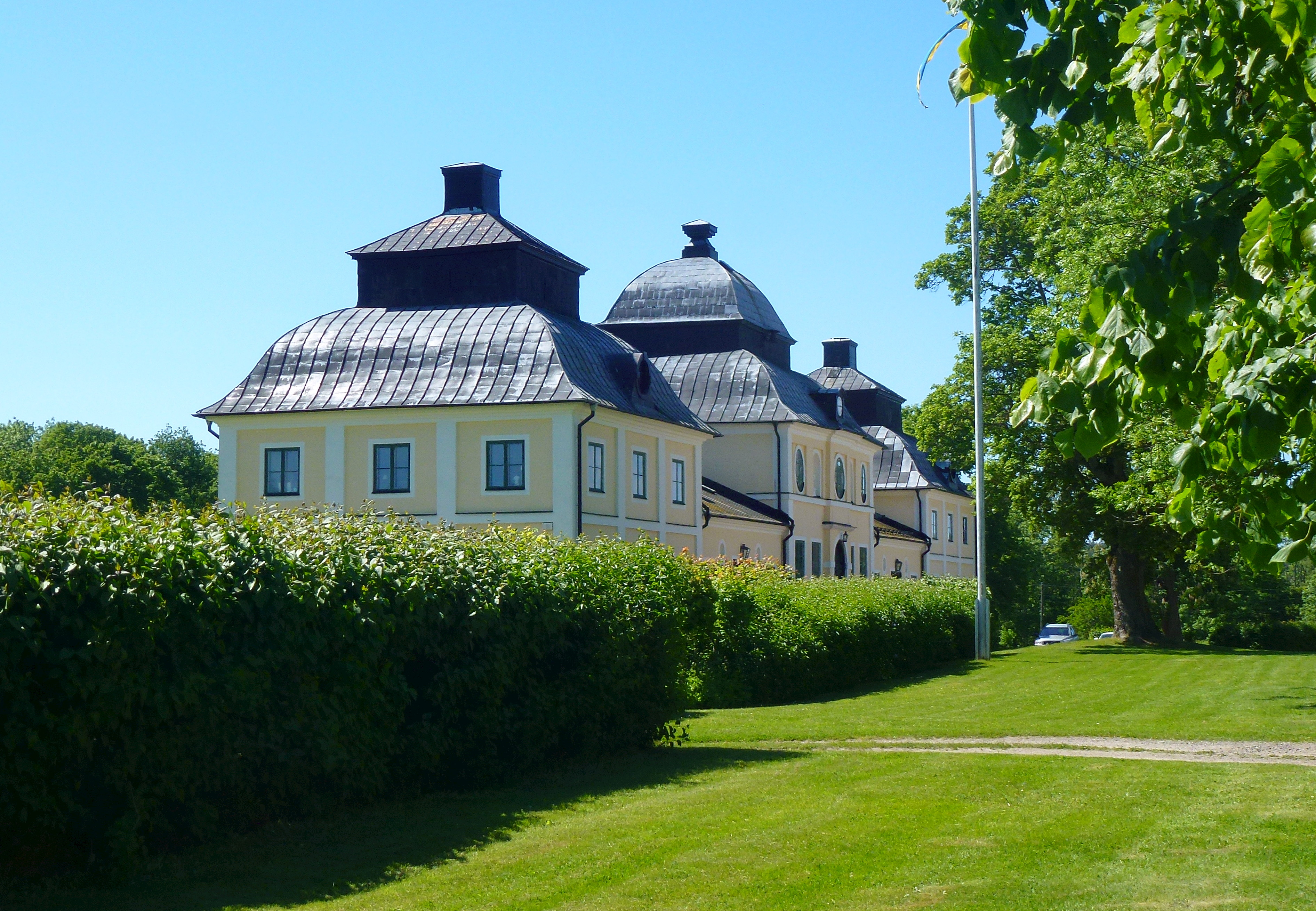
Landgoed Runsa

Lieven studeerde aanvankelijk in Uppsala in 1718. In 1720 werd hij hofschildknaap en in 1722 kamerheer. Hij sloot zich aan bij het Zweedse leger en was kapitein in 1729, gepromoveerd tot majoor in 1740, luitenant-kolonel in 1746, kolonel van de cavalerie in 1748 en generaal-majoor in 1755. Met deze promotie werd hij ook aanvaard als commandant in de Orde van het Zwaard. In 1762 werd hij gepromoveerd tot luitenant-generaal en ontving hij de Orde van de Serafijnen.
Van 1766 tot 1772 was Lieven gouverneur-generaal van Zweeds-Pommeren. Daarna was hij van 1772 tot 178 rijksmaarschalk, en later ook hofmaarschalk.
Lieven was achtereenvolgens kanselier van de universiteiten van Turku, Greifswald en Lund. 
Lieven bezat het landgoed Runsa in de provincie Stockholm als erfelijke heer tot 1740 en huurde Bäckaskog in het graafschap Kristianstad van 1752 tot 1762.
Hij werd begraven in de kerk van Riddarholmen.